# Pierluigi Magnaschi
Pierluigi Magnaschi (Piacenza, 11 febbraio 1941) è un giornalista italiano esperto di economia e finanza.

## Carriera
Laureato in Agraria, sceglie la professione giornalistica.

Inizia ad Avvenire come praticante nel 1974. L'anno seguente è già redattore capo centrale del settimanale Tempo (direttore Guglielmo Zucconi), di cui diventa stretto collaboratore. Nel 1977 Zucconi, nominato direttore del quotidiano La Discussione, lo chiama al suo fianco. Si trasferisce da Milano a Roma.
Nel 1980 torna a Milano per lavorare a Il Giorno, diventando vicedirettore vicario, ancora sotto la guida di Guglielmo Zucconi. Lascia la testata nel 1983 per ricoprire il ruolo di direttore de La Domenica del Corriere (1984 - 1986).
Nel 1987 è vicedirettore del quotidiano del pomeriggio La Notte. Segue la direzione di Italia Oggi, il secondo quotidiano economico italiano, dal 18 ottobre 1987 al dicembre 1988, quando il nuovo proprietario, la Ferruzzi, decide di sostituirlo. Magnaschi quindi passa alla Class Editori di Paolo Panerai, con cui comincia una collaborazione pluridecennale. Viene nominato direttore di Mercati Finanziari, quotidiano in formato tabloid che nasce nell'aprile 1989. Vi rimarrà dieci anni, assumendo anche la direzione del settimanale «Milano Finanza». Nel 1991 Panerai rileva la proprietà di Italia Oggi: Magnaschi assume anche quella direzione rimanendovi per otto anni (1991-1999) e svolgendo anche la funzione di vicepresidente della casa editrice.
Dal 15 settembre 1999 al 2006 ha ricoperto la carica di direttore responsabile dell'ANSA. Dal 2008 è membro del Premio internazionale di giornalismo «Biagio Agnes».
Nel novembre 2009 è tornato per la terza volta alla direzione di Italia Oggi.

## Premi e riconoscimenti
Nel 1998 ha vinto il Premio giornalistico nazionale «Walter Tobagi».
Dice di lui Stefano Lorenzetto che «è probabilmente il direttore più completo in circolazione. È dotato di curiosità inesausta. Alle 7 di mattina puoi già interrogarlo su tutto ciò che è accaduto in Italia e nel mondo, sicuro di non coglierlo mai impreparato. È riuscito a dar corpo e sostanza all’idea che Guglielmo Zucconi, ormai prossimo a lasciare il Giorno, espose in un'intervista concessa all’Europeo: “E se facessimo giornali per la gente?” Parlava dell’unico precetto al quale il suo braccio destro si è sempre uniformato nella professione: servire i lettori più che i politici».
Nel 2014 Vittorio Feltri ha scritto: «a 73 anni suonati Pierluigi Magnaschi continua a dirigere Italia Oggi con l’entusiasmo e l’estro di un ragazzino. Il foglio politico-economico stampato su carta gialla è fra i miei (pochi) quotidiani preferiti. Lo sfoglio con avidità. Mi hanno riferito che molte delle firme delle quali mi sono affezionato scrivono addirittura gratis, per affetto nei confronti di Pier, come lo chiamano i colleghi. Se davvero fosse così, e tutto mi fa credere che sia così, Magnaschi è riuscito a superarmi anche in parsimonia. Lo invidio».
Secondo Cesare Lanza, «Pierluigi Magnaschi è nato direttore, organizzatore esemplare, giornalista senza timori e senza arroganze, sempre e inesorabilmente documentato. Dopo II Giorno, La Domenica del Corriere, Milano Finanza e l’ANSA, adesso regna a Italia Oggi. È un buon esperto di finanza e economia, ma è essenzialmente un giornalista generalista con orizzonte internazionale che scova talenti e, in qualsiasi settore, impartisce lezioni di approfondimento alle testate più importanti. Il suo movente: la curiosità».
In un'intervista a Panorama, firmata da Giorgio Gandola, lo scrittore e commentatore Riccardo Ruggeri, parlando del suo rapporto col mondo dell'informazione, dice: «Il mondo italiano dei media avrà un destino negativo se i grandi giornali continueranno ad avere tutti la stessa linea editoriale, appiattita sulla vecchia politica. Oggi se vuoi sentire una voce dissonante dal mainstream devi leggere La Verità di Maurizio Belpietro, Italia Oggi di Pierluigi Magnaschi o Il Fatto Quotidiano di Marco Travaglio».